# Władca Pierścieni: Bitwa o Śródziemie II
Władca Pierścieni: Bitwa o Śródziemie II – gra komputerowa z gatunku RTS. Została wydana 28 lutego 2006 roku na system Windows i 5 lipca tego samego roku na konsolę Xbox 360 przez firmę Electronic Arts. Fabuła bazuje na motywach z książek Johna Ronalda Reuela Tolkiena, Władca Pierścieni i Hobbit, czyli tam i z powrotem oraz ekranizacji pierwszej z nich. Jest kontynuacją gry Władca Pierścieni: Bitwa o Śródziemie. Poza standardową edycją została wydana wersja kolekcjonerska w której jest między innymi opisany proces produkcji gry. Serwery do rozgrywki wieloosobowej zostały wyłączone w 2010 roku dla Windowsa a rok później dla Xboxa 360.
Fabuła opowiedziana w grze jest podzielona na 2 części: kampanię sił dobra i zła. Pierwsza z nich skupia się na losach elfów i krasnoludów które razem odpierają atak sił Saurona na Esgaroth i Erebor. W drugiej kampanii Rzecznik Saurona zbiera armię goblinów w celu podbicia północnych terenów Śródziemia.
Bitwa o Śródziemie II zyskała pozytywne oceny od krytyków. Recenzenci chwalili grę głównie za dobre odwzorowanie uniwersum Władcy Pierścieni w grze strategicznej. Źle oceniono niezbalansowany tryb gry wieloosobowej. Gra otrzymała wiele nagród między innymi Editors' Choice Award od serwisu IGN. 28 listopada 2006 roku wyszedł dodatek Władca Pierścieni: Bitwa o Śródziemie II – Król Nazguli, który dodaje nową armię, jednostki i liczne ulepszenia w rozgrywce.

## Fabuła
Fabuła gry umiejscowiona jest w północnych regionach Śródziemia skupiając się wokół wojny na północy. Na potrzeby scenariusza gra zmienia niektóre wątki z powieści Tolkiena. Niektóre postacie odgrywają w grze inną rolę albo mają inny wygląd, np. Tom Bombadil występuje jako jednostka sił dobra. Fabuła podzielona jest na kampanię sił dobra i zła, które skupiają się na walce elfów, krasnoludów i goblinów. Każda składa się z dziewięciu misji i może być rozegrana na jednym z trzech poziomów trudności.
Kampania sił dobra rozgrywa się po tym jak Drużyna Pierścienia wyrusza do Mordoru podczas gdy Elrond i Glóin planują wojnę na północy. Elf Glorfindel odkrywa, że Rivendell będzie niedługo zaatakowane. Dzięki wcześniejszemu uprzedzeniu wojska Elronda odpierają natarcie goblinów.
Szara przystań, elficki port na zachodnim wybrzeżu Śródziemia jest atakowany przez sojuszników Saurona, korsarzy z Umbaru. Krasnoludowie, którzy niechętnie współpracowali z elfami, ostatecznie pomagają obronić port. Siły Mordoru oblegają Esgaroth i krasnoludzkie miasto Erebor. Król krasnoludów Dain dowodzi małą grupą poddanych i mieszkańców Dale. Udaje im się wygrać w Esgaroth, ale są zmuszeni do obrony Ereboru. W trakcie walki z pomocą przychodzi Thranduil razem z armią elfów z Mrocznej Puszczy, dzięki czemu udaje się pokonać Rzecznika Saurona i jego armię. Zjednoczone siły elfów i krasnoludów wspomagane przez orły i entów atakują fortecę Dol Guldur niszcząc ostatnie siły zła na północy Śródziemia.
Kampania sił zła ukazuje alternatywną wersję zdarzeń wojny na północy. Sauron wysyła swojego rzecznika i Nazgûla w celu zjednoczenia dzikich goblinów. Razem z nowo przybyłą armią atakują miasto Caras Galadhon, które zostaje zniszczone. Podczas obrony ginie elf Celeborn, a jego małżonka Galadriela ucieka do Rivendell. Inna grupa goblinów dowodzona przez Gorkila atakuje Szarą Przystań. Gdy port zostaje zniszczony, ich kolejnym celem staje się Shire. Podczas gdy armia goblinów niszczy tereny hobbitów, pojawia się Gríma, sługa Sarumana wraz z oddziałami Uruk-hai. Domaga się, żeby Shire zostało oddane w ręce jego pana, na co nie zgadza się Gorkil, zabijając go. Następnie armia goblinów atakuje Fornost, ruiny starożytnej stolicy Arnoru. Krasnoludowie broniący twierdzy, dowodzeni przez Glóina, przegrywają bitwę, dzięki czemu Gorkil podbija Eriador.

## Rozgrywka
Bitwa o Śródziemie II to strategiczna gra czasu rzeczywistego; gracz buduje bazę składającą się z wielu budynków gdzie każdy z nich ma określoną funkcję np. tworzenie nowych jednostek, dostarczanie zasobów lub tworzenie ulepszeń. Postać wygrywa gdy zniszczy wszystkie budynki i jednostki przeciwnika. W przeciwieństwie do pierwszej części gry możliwe jest tworzenie nowych obiektów w dowolnie wybranej lokacji i nie jest to limitowane. Gracz może budować mury wokół swoich budynków wraz z wieżami w celu zapewnienia podstawowej obrony. Interfejs gry, zwany Palantirem pokazuje jednostki, ich umiejętności, mini mapę i cele rozgrywki.

## Tworzenie

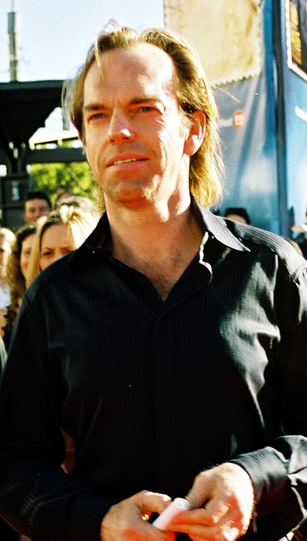
Hugo Weaving, aktor grający Elronda we Władcy Pierścieni. W grze podkłada głos tej samej postaci.

Electronic Arts oficjalnie zapowiedziało Bitwę o Śródziemie II w lipcu 2005 roku, mówiąc jednocześnie że ponad połowa gry jest już zrobiona. 10 listopada 2005 roku Electronic Arts ogłosiło, że Hugo Weaving, grający Elronda w filmowej adaptacji będzie narratorem w grze. Beta testy trybu wieloosobowego trwały od grudnia 2005 roku aż do premiery gry. 9 lutego 2006 roku została wydana wersja demonstracyjna gry w której zawarto samouczek i tryb potyczki.
W styczniu 2006 roku zapowiedziano konwersję gry na konsolę Xbox 360.
1 lipca edycja konsolowa trafiła do tłoczni a 14 lipca udostępniono demo na Xbox Live Marketplace.
Oprócz standardowej wersji wydano także edycję kolekcjonerską. Zawiera ona ścieżkę dźwiękową z gry, plakat, nowe mapy do trybu potyczki oraz film prezentujący powstawanie gry.
31 grudnia 2010 roku wyłączono serwery do gry wieloosobowej dla systemu Windows, a 11 stycznia 2011 roku dla konsoli Xbox 360. Twórcy podali, że częściową przyczyną jest wygaśnięcie umowy z New Line Cinema.

## Odbiór
Gra zyskała pozytywne oceny od krytyków dostając kolejno 84% i 79% na PC i konsolę Xbox 360 na stronie Metacritic. Chwalono udane przeniesienie filmowej trylogii do gry strategicznej, a krytykowano źle zrównoważony tryb gry wieloosobowej.
Redakcja czasopisma PC Gamer uznała grę za bardzo dobrą. Opisano ją jako produkcję o bardzo wysokiej jakości z czym zgodził się Charlie Barratt z serwisu GamesRadar mówiąc „rzadko widzi grę RTS która jest tak dokładna, każdy z elementów wygląda na bardzo dopracowany”. W porównaniu z częścią pierwszą, Boba Fatt z GamePro uznał, że wiele podstawowych aspektów gry zostało poprawionych.
Pozytywnie została oceniona oprawa graficzna i elementy strategiczne. Dan Adams z IGN uznał, że wysoka jakość gry jest dowodem na to że firmie Electronic Arts zależało na zrobieniu dobrej strategii. Poza paroma błędami, GameZone chwalił rozgrywkę mówiąc że gra pozwala na przeżywanie podniecenia w świecie fantasy. Dobrze opisano także port gry na konsolę nazywając go „jedną z najlepszych konwersji z komputera na konsolę” i doceniono twórców za godną uznania pracę przypisania różnych akcji ośmiom przyciskom kontrolera. Jakość grafiki została doceniona przez redakcję ActionTrip opisując ją „ciężko się nie ślinić przy tej grze” i chwaląc producentów za wysokiej jakości projekt wszystkich lokacji z kampanii dla pojedynczego gracza.